# Cornstalk
Cornstalk (en shawnee : Hokoleskwa) (ca. 1720 – 10 novembre 1777) était un éminent chef de la nation shawnee juste avant la Révolution américaine. Son nom, Hokoleskwa, veut dire « rafle de maïs » en anglais et il est orthographié Colesqua dans certains récits. Il était également connu sous le nom madjid-tugh-qua et Wynepuechsika.
Cornstalk s'était opposé à la colonisation européenne à l'ouest de la rivière Ohio dans sa jeunesse, mais il devient plus tard un défenseur de la paix après la bataille de Point Pleasant. Son assassinat par la milice américaine durant la guerre d'indépendance des États-Unis à Fort Randolph lors d'une visite diplomatique en novembre 1777 a outragé les Amérindiens et les Virginiens.

## Biographie
Les historiens pensent qu'il pourrait être né en Pennsylvanie qu'il quitta avec sa sœur Nonhelema pour la vallée de l'Ohio, près de l'actuelle ville de Chillicothe, lorsque les Shawnees se sont retirés avant l'avancement des coloniaux. Certains contes décrivent la participation de Cornstalk dans la guerre de Sept Ans, bien que ceux-ci soient sans doute apocryphes. Sa participation alléguée dans la rébellion de Pontiac est aussi non vérifiée, bien qu'il ait vraiment pris part aux négociations de paix.

### Guerre de Dunmore
Cornstalk a joué un rôle central dans la guerre de Dunmore de 1774. Après le traité de Fort Stanwix en 1768, les colons et les spéculateurs fonciers ont pris possession des terrains au sud de la rivière Ohio dans le Kentucky. Bien que les Iroquois avaient cédé leurs terres, les Shawnees et d'autres n'avaient pas été présents pour les négociations de Fort Stanwix. Ils réclamaient donc le sud de l'Ohio comme leurs terres de chasses. Les affrontements y sont bientôt survenus. Cornstalk a essayé sans succès de prévenir l'escalade des hostilités.
En essayant de bloquer une invasion virginienne dans l'Ohio, Cornstalk a mené une force de Shawnees et de Mingos guerriers à la bataille de Point Pleasant. Son attaque violente fut repoussée par les Virginiens. Cornstalk s'est retiré et accepta à contrecœur la rivière Ohio comme la limite des terres des Shawnees dans le traité de Camp Charlotte.
La présence du commandement de Cornstalk impressionnait souvent les coloniaux américains. Un officier de Virginie, le colonel Benjamin Wilson, a écrit à propos du discours que fit Cornstalk au Lord Dunmore à Camp Charlotte en 1774 : « J'ai entendu les premiers orateurs en Virginie, Patrick Henry et Richard Henry Lee, mais jamais je n'en ai entendu dont la force d'élocution ait surpassé celle de Cornstalk en cette occasion. »

### Révolution américaine
Lorsque la Révolution américaine commença, Cornstalk s'employa à maintenir son peuple neutre. Il a représenté les Shawnees aux conseils de traité à Fort Pitt en 1775 et 1776, les premiers traités amérindiens jamais négociés par les États-Unis. Beaucoup de Shawnees ont quand même espéré utiliser l'aide britannique pour reconquérir leurs terres perdues au profit des colons. Vers l'hiver 1776, les Shawnees ont été divisés en une faction neutre menée par Cornstalk et des bandes militantes menées par des hommes tels que Blue Jacket.

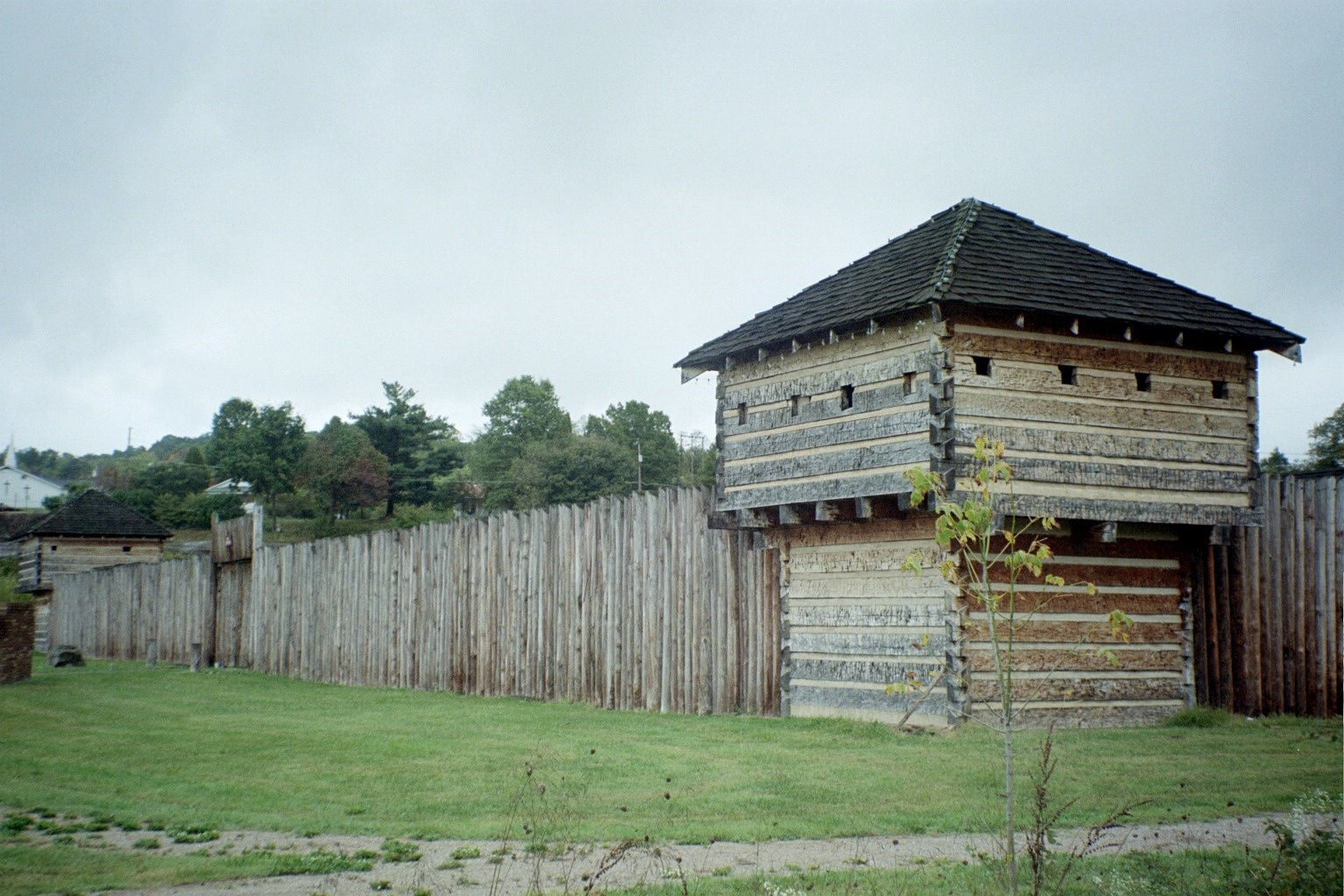
Une réplique du Fort Randolph où Cornstalk a été assassiné.

À l'automne 1777, Cornstalk a fait une visite diplomatique à Fort Randolph, un fort américain à Point Pleasant, en cherchant comme toujours à maintenir la neutralité de sa faction. Cornstalk a été retenu par le commandant du fort, qui avait décidé de sa propre initiative de prendre en otage n'importe quel Shawnee qui tomberait sous ses mains. Quand, le 10 novembre, un milicien américain du fort a été tué à proximité par des Amérindiens inconnus, les soldats furieux ont sauvagement exécuté Cornstalk, son fils Elinipsico et deux autres Shawnees.
Les chefs politiques et militaires américains ont été inquiétés par l'assassinat de Cornstalk ; ils ont cru qu'il était leur seul espoir de protéger la neutralité Shawnee. À l'insistance de Patrick Henry, le gouverneur de Virginie, les tueurs de Cornstalk (que Henry a appelé « les assassins abominables ») ont été finalement amenés devant la justice, mais puisque leurs confrères ne témoigneraient pas contre eux, tous ont été acquittés.
Cornstalk a été à l'origine enterré au Fort Randolph. En 1840, sa tombe a été trouvée et sa dépouille a été déplacée au palais de justice du Comté de Maçon. En 1954, le palais de justice a été démoli et il a été ré-inhumé à Point Plaisant.